# Александра Хименез
Александра Хименез Аречеа (4. јануар 1980) шпанска је глумица, позната по улози Африке у серији Породица Серано.
У младости је плесала балет и студирала плес у веома познатој школи плеса у Сарагоси, а затим у Мадриду. Постала је професионална балерина када је имала 15 година, али је убрзо повриједила ногу и напустила плесачку каријеру и опробала се у глуми. Студирала је глуму у Мадриду и имала је мале наступе у телевизијским серијама као што су Periodistas, Policías, En el corazón de la calle и Compañeros. Затим је добила улогу у серији Породица Серано, гдје је имала улогу Африке Санз. Глумила је такође и у филмовима, кратким филмовима, у позоришту, а радила је и као модел. Освојила је 2005. године награду Premio Leche President са Алехом Саурасом за „Најбољи ТВ пар”.
Александра и Марија Бонет, такође глумица из серије Породица Серано, остале су добре пријатељице и након завршетка серије.

## Филмографија

### Серије
- Cheers (Spain) (2011—2012) као Rebeca
- Periodistas (1998) као Laura García Castillo
- Compañeros (1999) као María
- Policías, en el corazón de la calle (2002) као убијена дјевојка
- Tres son multitud (2003) као Valeria Martínez
- Los Serrano (2004—2008) као África Sanz
- Buenafuente (2007)
- La pecera de Eva (2009-2011) као Eva Padrón.
- Домаћица у El club de la comedia (2015-)

### Филмови
- Low Bat (2003) као гангстер дјевојка
- La fiesta (2003) као Trini
- Los Anillos de Saturno (2003) као Valeria (глас)
- Historia de un ciudadano (2003) као Chica Pastilla
- Demonios de corta vista (2004) као Isabel
- A Mario (2005)
- El Mono de Hamlet (2005)
- Fuera de carta (2008) као Paula
- Spanish Movie (2009)
- Ghost Graduation (2012)
- Anacleto Agente Secreto (2016) као Katia

### Позориште
- Fin del mundo, todos al tren (2002)
- Los menecomos (2002)
- Siete por siete (2003)
- 5mujeres.com (2004)
- Hombres, mujeres y punto
- Un pequeño juego, sin consecuencias (2006)

## Награде и номинације
- Шпанска унија глумаца
  - 2006: Телевизија: Споредна улога, женска (Породица Серано) — номинована.[2]